# Luuk
Luuk ist eine philippinische Stadtgemeinde in der Provinz Sulu. Nach dem Zensus vom 1. August 2015 hat sie 32.162 Einwohner.
Am 14. Juli 2007 wurde aus sieben Baranggays, die zuvor zur Stadtgemeinde Luuk gehört haben, die Stadtgemeinde Omar neu gebildet.

## Baranggays
Luuk ist politisch in 13 Baranggays unterteilt.
| - Bual - Capual Island - Guimbaun - Kan-Bulak - Kan-Mindus - Lambago - Lianutan | - Lingah - Mananti - Niog-niog - Tandu-Bato - Tubig-Puti (Pob.) - Tulayan Island |